# 이릉

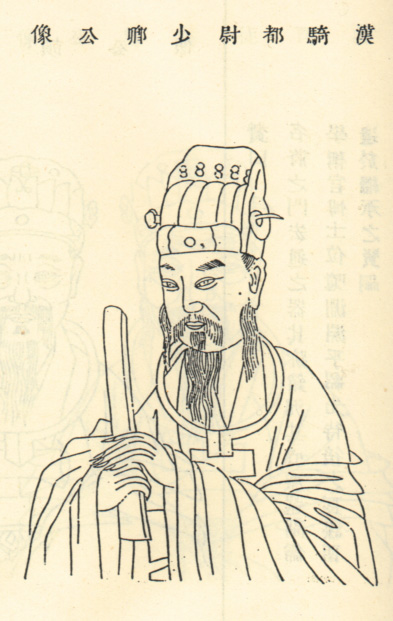

이릉(李陵: ? ~ 기원전 74년)은 중국 전한 무제(武帝) 때의 인물로, 전한과 흉노의 군인이다.

## 흉노에 맞서 싸우다
농서(隴西) 태생으로, 이릉의 할아버지인 이광(李廣)은 문제(文帝) · 경제(景帝) · 무제(武帝) 3대에 걸쳐 출사하였으며 비운을 맞은 무장으로 알려져 있는 인물이다. 아버지 이당호(李當戶)는 무제의 총신이었던 한언(韓嫣)을 두들겨 패는 강직한 면을 지닌 선비였다. 이당호는 이릉이 태어나기 몇 달 전에 사망했고, 이릉은 이당호의 유복자로 태어났다.
젊은 시절부터 이사장군 이광리(李廣利)와 함께 흉노와의 전쟁에 참가하여 여러 차례 공을 세웠다.
천한(天漢) 2년(기원전 99년) 기도위(騎都尉)로 임명된 이릉은 무제의 명으로 당시 흉노와 대치 중이던 이사장군(貳師將軍) 이광리(李廣利)의 군을 지원하기 위해 5천 보병을 거느리고 출진하였다. 그러나 그가 합류하기도 전에 흉노 선우가 거느리는 흉노 본대 3만 명과 조우했고, 양측은 전투에 들어갔다. 이릉의 군은 사자와도 같이 흉노에 맞서 분전하며 여섯 배가 넘는 상대 앞에서 한 걸음도 물러서지 않고 여드레에 걸쳐 격전을 이어갔고, 흉노군 1만 명이 이 전투에서 죽었다. 이릉은 자신의 분전을 부하 진보락(陳步樂)을 보내어 무제에게 보고하게 하였다.
그러나 얼마 되지 않아 이릉의 군도 화살이 다하고 칼은 다 부러져서 더 싸움을 지속할 수 없는 상황이 되었고, 결국 이릉은 흉노에 항복하고 말았다.
이릉이 흉노에 항복하였다는 보고를 들은 무제는 격노하여 앞서 승전보를 전하고 낭중(郞中)으로 임명되어 있던 진보락을 문책했고, 진보락은 자결했다. 한 조정의 다른 신료들도 무제의 분노에 영합해 이릉이 처벌받아 마땅하다고 입을 모았다. 그 속에서 오직 태사령 사마천(司馬遷)만이 이릉이 아군의 여섯 갑절에 달하는 흉노의 대병력에 맞서 분전했던 것과 그의 무고함을 들어 이릉을 변호했고, 무제는 그가 이광리를 비방했다는 이유만으로 사마천을 하옥시켜 버렸다. 사마천은 얼마 뒤 궁형(宮刑)에 처해졌다.

## 흉노의 우교왕으로써
적이라고는 하지만 흉노의 대병력을 상대로 치열한 분전을 벌였던 이릉의 군사적 재능과 그 인격을 높이 샀던 저제후 선우는 이릉에게 자신의 부하가 될 것을 권하였는데, 이릉은 거절하였다.
얼마 지나지 않아 무제는 자신의 처분을 후회하고 이릉의 남은 부하에게 포상을 주었고, 공손오(公孫敖)에게 명하여 이릉을 맞아 오게 하였다. 그러나 이 계획은 실패하였다. 도리어 공손오는 흉노 포로로부터 '이 장군(李將軍)'이 흉노에 한의 군사 전략을 가르쳐 주었다는 것을 듣고 무제에게 보고했고, 무제는 다시금 격노하여 이릉의 처자를 비롯해 할머니 ·어머니 · 이릉의 형과 그 형의 가족 및 사촌동생 이우(李禹, 이감李敢의 아들) 일가를 모조리 죽여버렸다. 이 사건으로 농서 땅에서는 이씨 성 가진 것을 부끄러워할 정도였다고 한다. 그러나 실제로 흉노 포로가 말한 '이 장군'이란 이릉보다 먼저 흉노에 귀순했던 한인 이서(李緒)라는 장군을 가리킨 것이었다. 이릉은 두 번이나 명예를 훼손당했다.
한의 사자로부터 이를 들은 이릉은 일족의 억울한 죽음을 한탄하였고, 그 이서를 직접 죽였다. 이 때문에 대알지(大閼氏: 저제후 선우의 어머니)는 분노해 이릉을 죽여 버리려고 했지만, 저제후 선우는 이릉을 북쪽 땅에 숨기게 했고, 대알지가 죽은 뒤에 이릉은 흉노 내지로 돌아와서 후에 저제후 선우의 딸을 아내로 맞았고, 그 사이에서 아들을 두었다. 그는 선우로부터 흉노의 우교왕(右校王)으로 임명되었고, 기원전 74년에 죽었다.

## 이릉의 아들
이릉과 저제후 선우의 딸 사이에서 때어난 아들은 호한야 선우의 치세에 오자도위를 오자선우로 옹립해 호한야 선우에 맞서 반란을 일으켰으나 실패하고 처형당했다.

## 같이 보기
- 사마천
- 반고 (후한)